# مونادولوجيا (كتاب)
مونادولوجيا (بالفرنسية: La Monadologie)‏ هو كتاب كتبه غوتفريد لايبنتس في عام 1714. هو كتاب فلسفي يعتبر واحدا من بين أشهر أعمال لايبنتس في فلسفته الأخيرة.